# Emmanuil Evzerikhine
Emmanuil Evzerikhine (en russe : Эммануил Ноевич Евзерихин (1911-1984) est un journaliste photographe soviétique.

## Biographie
Emmanuil Evzerikhine est né le 11 juillet 1911 dans l'Empire russe à Rostov-sur-le-Don, dans une famille juive.
À la fin des années 1920, il travaille comme correspondant indépendant pour Cliché de presse Tass (en russe : Пресс-клише ТАСС).
À partir de 1933, il poursuit ses activités à l'agence Tass.
En 1934, il déménage à Moscou.
En travaillant à Moscou, Evzerikhine a l'occasion de photographier les principaux évènements de l'époque : le congrès du Komintern et celui des Soviets au cours duquel la constitution du pays a été adoptée; le monde de la construction, les expéditions arctiques et les défilés sportifs.
Il photographie Maxime Gorki, Mikhaïl Kalinine, le pilote réputé Valeri Tchkalov, des personnalités du monde des arts et de la culture.
Durant la seconde guerre mondiale il opère comme photographe sur divers fronts.
Ses photos les plus célèbres ont été prises à Stalingrad. Il a participé à la libération des villes de Minsk, Varsovie, Königsberg, et a terminé la guerre à Prague.
Après la guerre il travaille à l'agence Tass, il enseigne les bases de la photographie à l'Université des arts populaires et donne des conférences dans son pays.
Emmanuil Evzerikhine meurt le 28 mars 1984. Il est inhumé à Moscou au cimetière Donskoï.

## Décorations
- Ordre de l'Étoile rouge 20 juillet 1944;27 juin 1945
- Ordre de la Guerre patriotique 20 octobre 1944

## Biographie
- Emmanuil Evzerikhine. Edition. PALACE EDITIONS, 2007, 392 p.  (ISBN 978-5-93332-206-1)
- Emmanuil Evzerikhine Photos qui n'y étaient pas. De la collection Sepherot Foundaion (Liechtenstein). Edition Sepherot Foundaion 2013

## Expositions
- 2013 : Emmanuil Evzerikhine Photos qui n'y étaient pas. De la collection Sepherot Foundaion (Liechtenstein). Musée juif et Centre de la tolérance. Moscou
- 2007 : Exposition monographique E. Evzerikhine (Монографическая выставка Э. Евзерихина в Musée russe[3]
- 2004 : Exposition personnelle E. Evzerikhine . Maison moscovite de la photographie. Moscou
- 2002 : Le temps des parades (Время парадов.) Galerie des Frères Lumière (en). Moscou
- 1998 : Exposition personnelle E. Evzerikhine. Photocentre. Moscou
- 1977 : Exposition personnelle E. Evzerikhine. ITAR-TASS (ИТАР-ТАСС.) Moscou
- 1950-60 : prend part à de nombreuses expositions à l'étranger.

## Biographie
- Xénia Goloubovitch La foule totale (Тотальное многолюдье), журнал «ПОТРЕБИТЕЛЬ»